# Nejvyšší hory Itálie

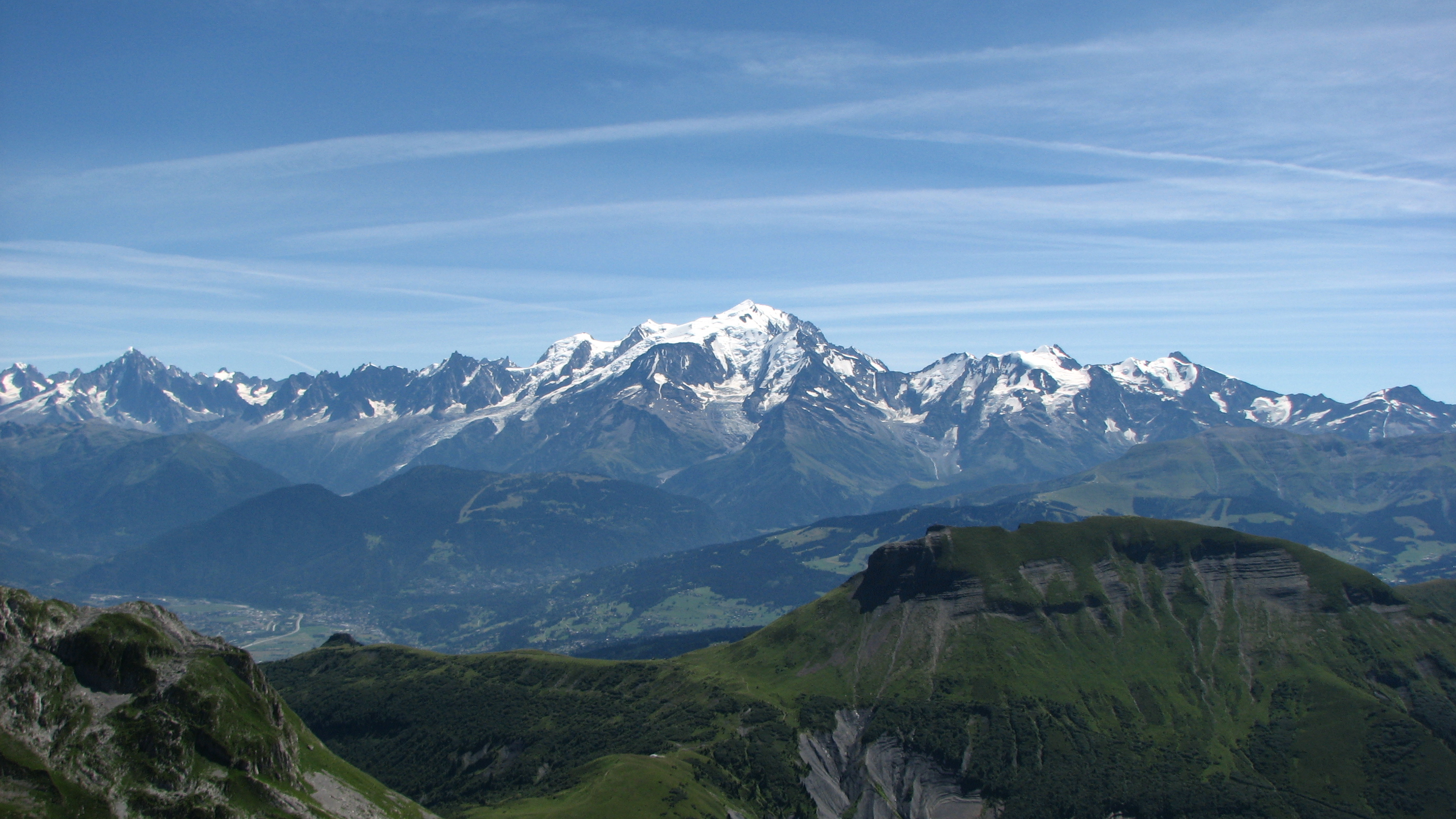
Mont Blanc

Nejvyšší hory Itálie. Nejvyšší horou Itálie je nejvyšší hora Alp a Evropy Mont Blanc, italsky Monte Bianco, česky Bílá hora.
Mont Blanc leží na hranici Itálie a Francie, v italském regionu Údolí Aosty. Všech dvacet nejvyšších hor Itálie se nachází v Alpách, v regionech Piedmont, Údolí Aosty, Lombardie a Tridentsko-Horní Adiže. Většina hor leží v alpských horských skupinách: Masiv Mont Blanc, Penninské Alpy (Monte Rosa) a Grajské Alpy.

## 20 nejvyšších hor Itálie

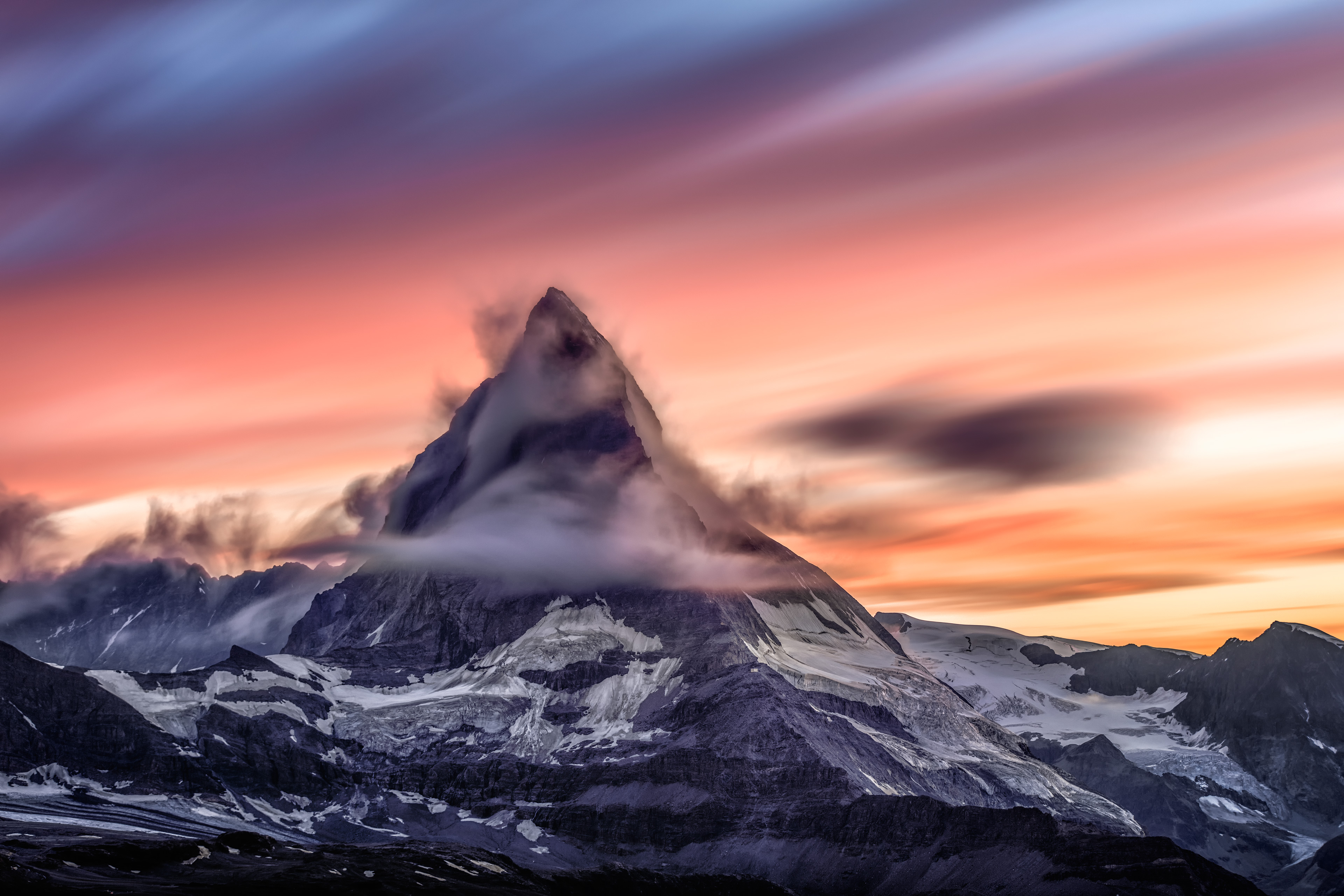
Matterhorn

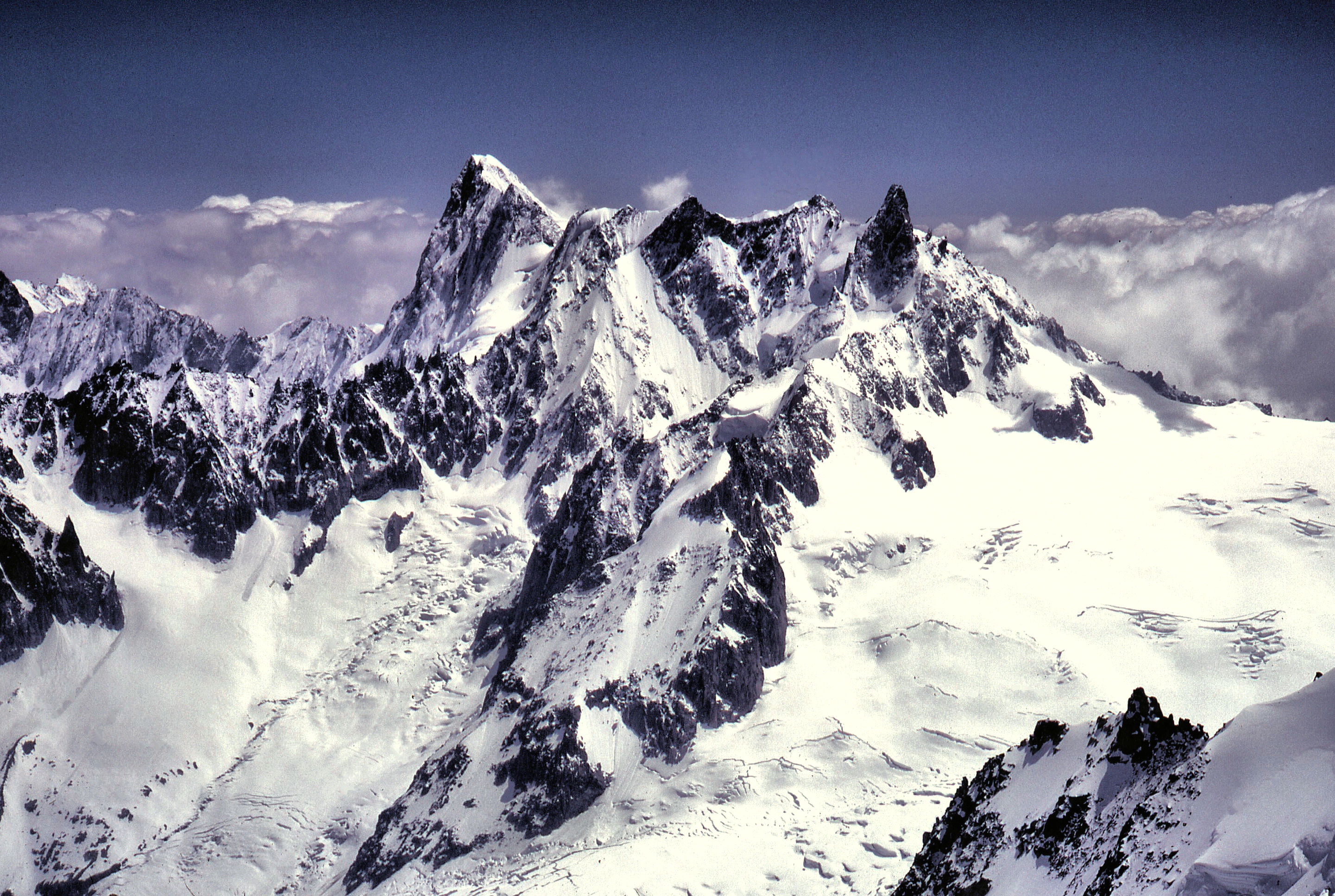
Grandes Jorasses

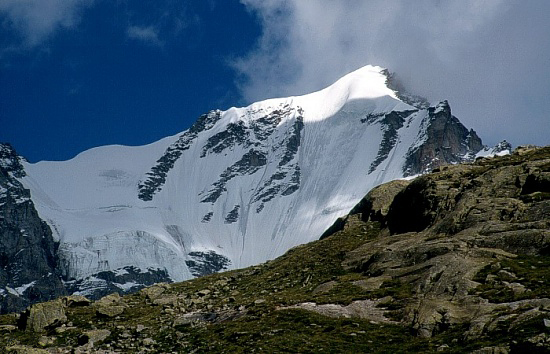
Gran Paradiso

Ve výčtu jsou zastoupeny pouze vrcholy s prominencí vyšší než 500 metrů.
|    | Vrchol                         | Pohoří           | Region                 | Výška (m) | Prominence (m) | Izolace (km) |
| -- | ------------------------------ | ---------------- | ---------------------- | --------- | -------------- | ------------ |
| 1  | Monte Bianco/Mont Blanc        | Masiv Mont Blanc | Údolí Aosty            | 4 808     | 4 695          | 2 812        |
| 2  | Monte Cervino/Matterhorn       | Penninské Alpy   | Údolí Aosty            | 4 478     | 1 038          | 13,9         |
| 3  | Grandes Jorasses               | Masiv Mont Blanc | Údolí Aosty            | 4 208     | 852            | 7,8          |
| 4  | Dent d'Hérens                  | Penninské Alpy   | Údolí Aosty            | 4 174     | 703            | 3,8          |
| 5  | Gran Paradiso                  | Grajské Alpy     | Údolí Aosty            | 4 061     | 1 879          | 44,5         |
| 6  | Grivola                        | Grajské Alpy     | Údolí Aosty            | 3 969     | 714            | 8,5          |
| 7  | Aiguille de Tré la Tête        | Masiv Mont Blanc | Údolí Aosty            | 3 930     | 584            | 4,4          |
| 8  | Ortles                         | Ortles           | Tridentsko-Horní Adiže | 3 905     | 1 953          | 49,6         |
| 9  | Monte Viso                     | Kottické Alpy    | Piedmont               | 3 841     | 2 062          | 60,2         |
| 10 | Monte Cevedale                 | Ortles           | Tridentsko-Horní Adiže | 3 769     | 531            | 5,3          |
| 11 | Aiguille de la Grande Sassière | Grajské Alpy     | Údolí Aosty            | 3 747     | 792            | 7            |
| 12 | Weisskugel                     | Ötztalské Alpy   | Tridentsko-Horní Adiže | 3 738     | 568            | 14,5         |
| 13 | Mont Vélan                     | Penninské Alpy   | Údolí Aosty            | 3 722     | 617            | 5,5          |
| 14 | Monte Disgrazia                | Bernina          | Lombardie              | 3 678     | 1 116          | 15,2         |
| 15 | Uia di Ciamarella              | Grajské Alpy     | Piedmont               | 3 676     | 664            | 8,8          |
| 16 | Hintere Schwärze               | Ötztalské Alpy   | Tridentsko-Horní Adiže | 3 624     | 805            | 12,8         |
| 17 | Levanna                        | Grajské Alpy     | Piedmont               | 3 619     | 541            | 3,3          |
| 18 | Grande Rousse                  | Grajské Alpy     | Údolí Aosty            | 3 607     | 524            | -            |
| 19 | Tsanteleina                    | Grajské Alpy     | Údolí Aosty            | 3 602     | 500            | 4,6          |
| 20 | Croce Rossa                    | Grajské Alpy     | Piedmont               | 3 571     | 500            | 4,8          |

## 20 nejvyšších hor Itálie s prominencí vyšší než 100 metrů

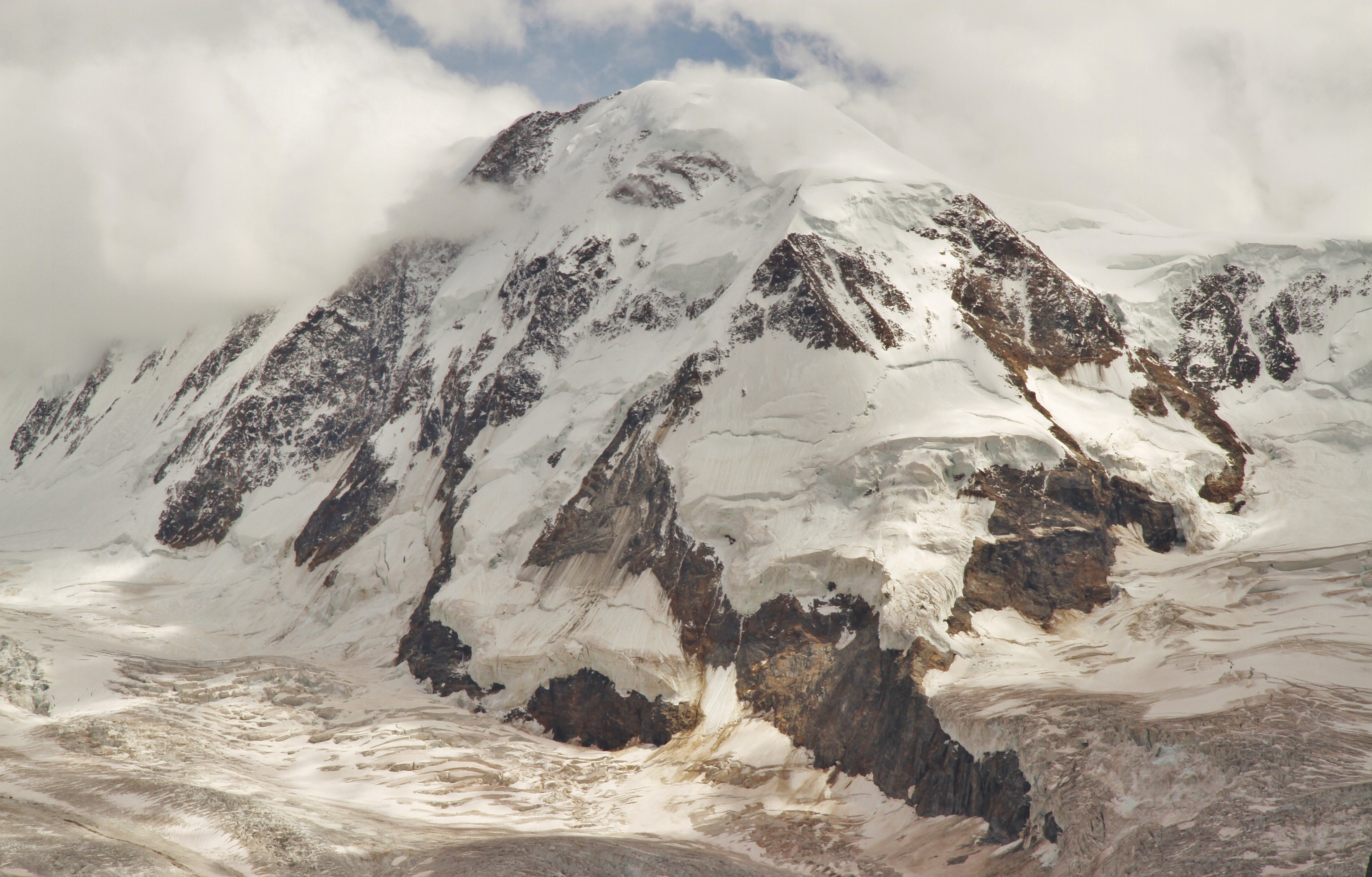
Lyskamm

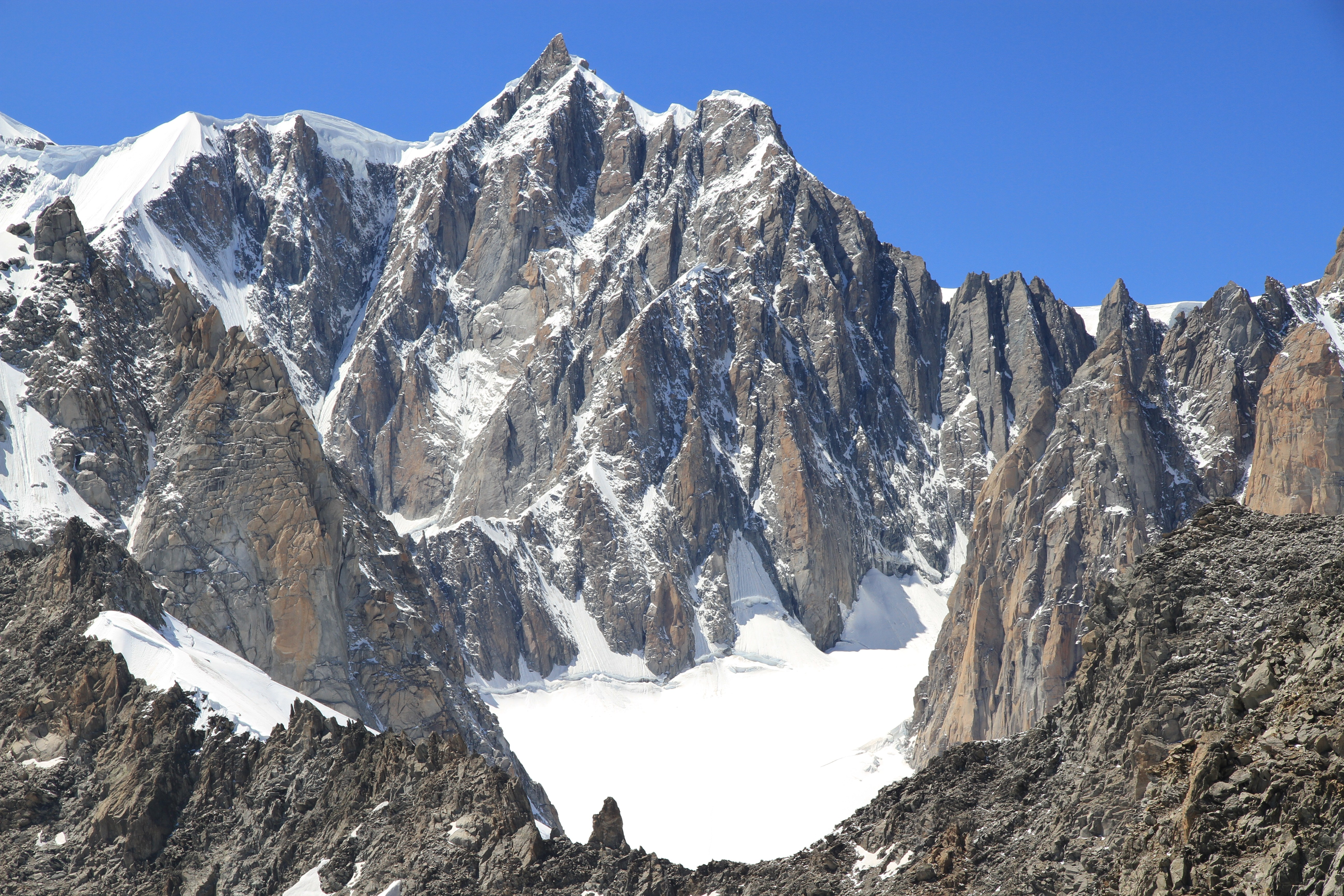
Mont Maudit

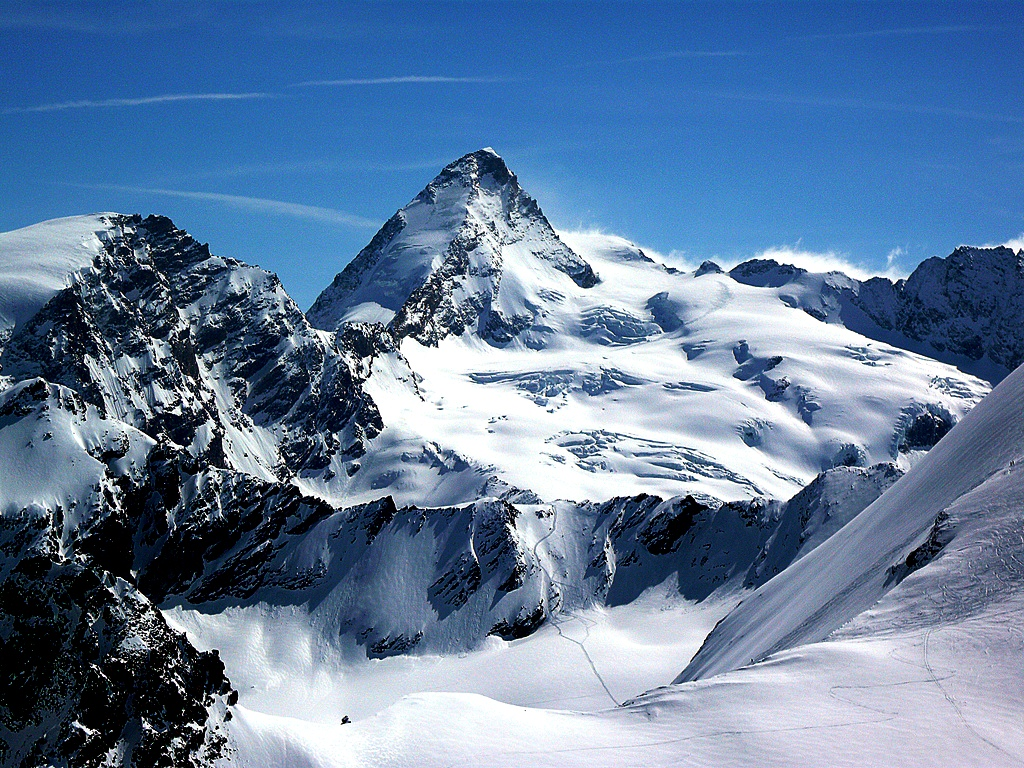
Dent d'Hérens

Ve výčtu jsou zastoupeny pouze vrcholy s prominencí vyšší než 100 metrů.
|    | Vrchol                   | Pohoří           | Region               | Výška (m) | Prominence (m) | Izolace (km) |
| -- | ------------------------ | ---------------- | -------------------- | --------- | -------------- | ------------ |
| 1  | Monte Bianco/Mont Blanc  | Masiv Mont Blanc | Údolí Aosty          | 4 808     | 4 695          | 2 812        |
| 2  | Punta Zumstein           | Monte Rosa       | Piedmont             | 4 563     | 110            | 0,5          |
| 3  | Punta Gnifetti           | Monte Rosa       | Piedmont             | 4 554     | 102            | 0,7          |
| 4  | Lyskamm                  | Penninské Alpy   | Údolí Aosty          | 4 533     | 381            | 2,8          |
| 5  | Monte Cervino/Matterhorn | Penninské Alpy   | Údolí Aosty          | 4 478     | 1 038          | 13,9         |
| 6  | Monte Maudit             | Masiv Mont Blanc | Údolí Aosty          | 4 465     | 162            | 1,2          |
| 7  | Punta Parrot             | Monte Rosa       | Piedmont             | 4 432     | 136            | 0,7          |
| 8  | Castore                  | Monte Rosa       | Údolí Aosty          | 4 228     | 165            | 1,9          |
| 9  | Piramide Vincent         | Monte Rosa       | Údolí Aosty/Piedmont | 4 215     | 128            | 0,7          |
| 10 | Grandes Jorasses         | Masiv Mont Blanc | Údolí Aosty          | 4 208     | 852            | 7,8          |
| 11 | Dent d'Hérens            | Penninské Alpy   | Údolí Aosty          | 4 174     | 703            | 3,8          |
| 12 | Breithorn                | Penninské Alpy   | Údolí Aosty          | 4 164     | 438            | 4            |
| 13 | Breithorn Orientale      | Penninské Alpy   | Údolí Aosty          | 4 139     | 117            | 0,9          |
| 14 | Aiguille Blanche         | Masiv Mont Blanc | Údolí Aosty          | 4 112     | 178            | 0,5          |
| 15 | Polluce                  | Monte Rosa       | Údolí Aosty          | 4 092     | 247            | 0,7          |
| 16 | Gran Paradiso            | Grajské Alpy     | Údolí Aosty          | 4 061     | 1 879          | 44,5         |
| 17 | Dôme de Rochefort        | Masiv Mont Blanc | Údolí Aosty          | 4 015     | 190            | 0,8          |
| 18 | Dent du Géant            | Masiv Mont Blanc | Údolí Aosty          | 4 013     | 139            | 1,3          |
| 19 | Pizzo Zupò               | Bernina          | Lombardie            | 3 996     | 413            | 2,3          |
| 20 | Grivola                  | Grajské Alpy     | Údolí Aosty          | 3 969     | 714            | 8,5          |

## 20 vrcholů s nejvyšší prominencí

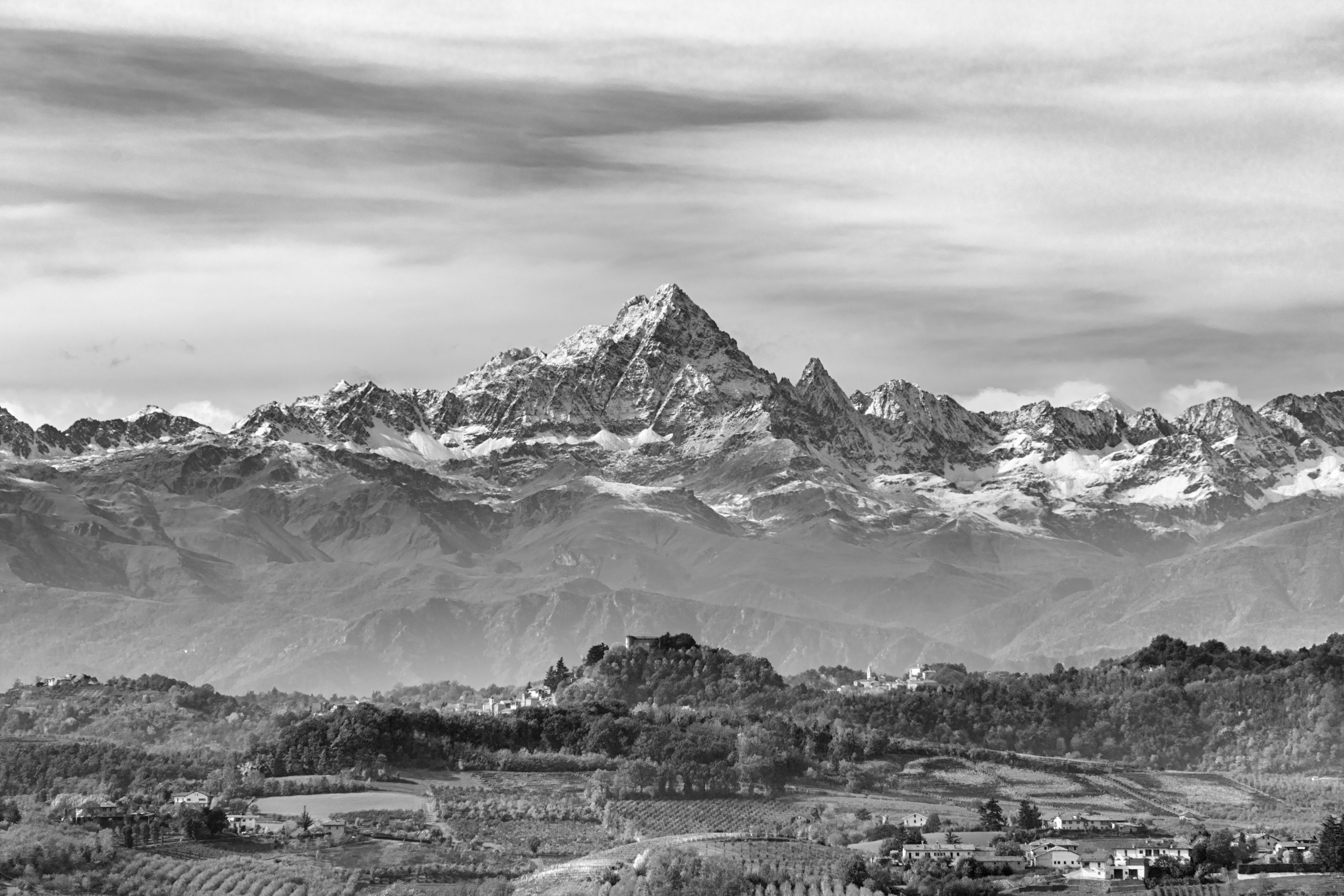
Monte Viso

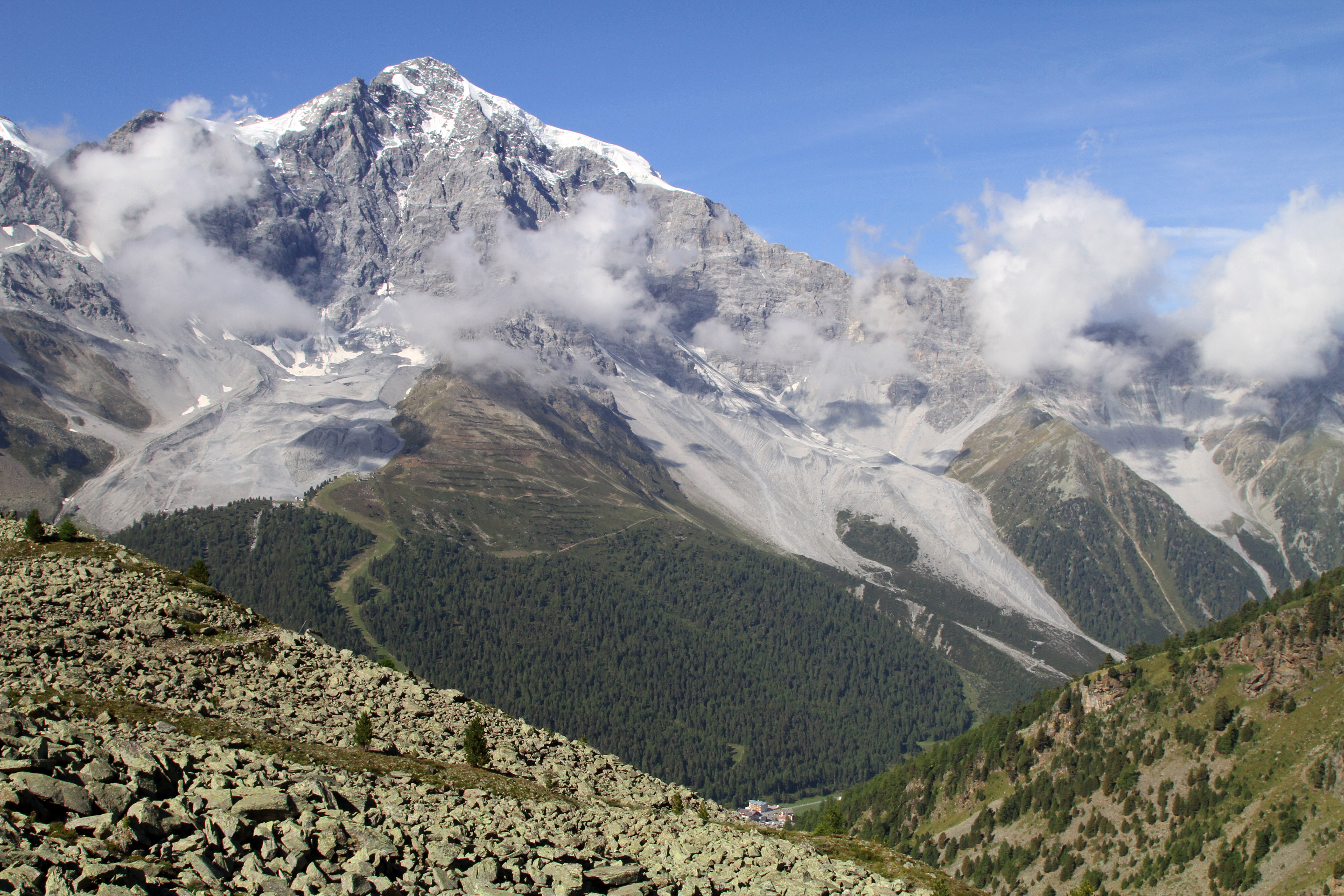
Ortles

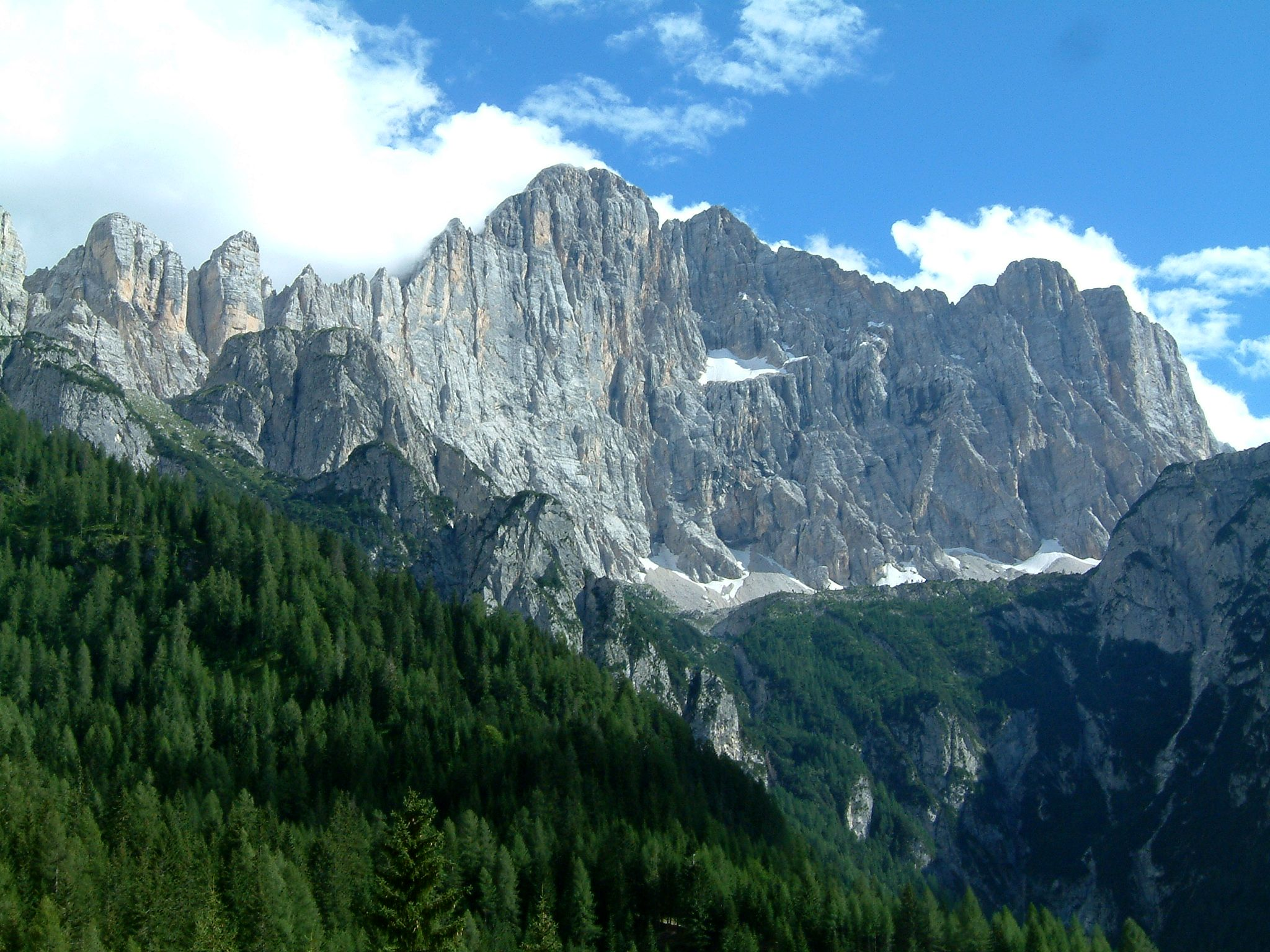
Monte Civetta

20 nejprominentnějších hor v Itálii.
|    | Vrchol                  | Pohoří              | Region                             | Výška (m) | Prominence (m) | Izolace (km) |
| -- | ----------------------- | ------------------- | ---------------------------------- | --------- | -------------- | ------------ |
| 1  | Monte Bianco/Mont Blanc | Masiv Mont Blanc    | Údolí Aosty                        | 4 808     | 4 695          | 2 812        |
| 2  | Marmolada               | Dolomity            | Tridentsko-Horní Adiže/Benátsko    | 3 342     | 2 130          | 55,3         |
| 3  | Monte Viso              | Kottické Alpy       | Piedmont                           | 3 841     | 2 062          | 60,2         |
| 4  | Ortles                  | Ortles              | Tridentsko-Horní Adiže             | 3 905     | 1 953          | 49,6         |
| 5  | Cima Valdritta          | Gardské hory        | Tridentsko-Horní Adiže/Benátsko    | 2 218     | 1 950          | 22,2         |
| 6  | Gran Paradiso           | Grajské Alpy        | Údolí Aosty                        | 4 061     | 1 879          | 44,5         |
| 7  | Pizzo di Coca           | Bergamské Alpy      | Lombardie                          | 3 050     | 1 878          | 18,9         |
| 8  | Cima Dodici             | Vicentinské Alpy    | Tridentsko-Horní Adiže/Benátsko    | 2 336     | 1 874          | 13,5         |
| 9  | Antelao                 | Dolomity            | Benátsko                           | 3 264     | 1 735          | 31,3         |
| 10 | Grigna                  | Bergamské Alpy      | Lombardie                          | 2 410     | 1 687          | 12,5         |
| 11 | Monte Bondone           | Gardské hory        | Tridentsko-Horní Adiže             | 2 180     | 1 685          | 16,5         |
| 12 | Cima Presanella         | Adamello-Presanella | Tridentsko-Horní Adiže             | 3 558     | 1 676          | 18,4         |
| 13 | Col Nudo                | Benátské Alpy       | Benátsko/Furlansko-Julské Benátsko | 2 472     | 1 645          | 11,1         |
| 14 | Jôf di Montasio         | Julské Alpy         | Furlansko-Julské Benátsko          | 2 753     | 1 597          | 31,6         |
| 15 | Cima Brenta             | Brenta              | Tridentsko-Horní Adiže             | 3 151     | 1 501          | 17,5         |
| 16 | Monte Togano            | Tessinské Alpy      | Piemont                            | 2 299     | 1 472          | 9,9          |
| 17 | Monte Grappa            | Benátské Alpy       | Benátsko                           | 1 775     | 1 456          | 515,3        |
| 18 | Monte Civetta           | Dolomity            | Benátsko                           | 3 220     | 1 454          | 15,8         |
| 19 | Monte Cadria            | Gardské hory        | Tridentsko-Horní Adiže             | 2 254     | 1 434          | 9,8          |
| 20 | Cima dei Preti          | Jižní Karnské Alpy  | Benátsko/Furlansko-Julské Benátsko | 2 706     | 1 420          | 16,4         |